# Peine forte et dure

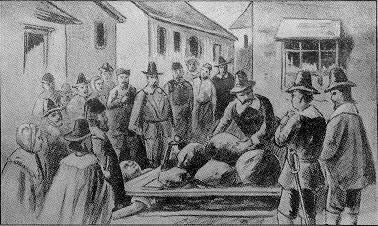
Folter von Giles Corey, beschwert mit Steinen

Die Peine forte et dure ist eine mittelalterliche Folter im englischen Common Law. Der Name leitet sich aus dem mittelalterlichen französischen Recht ab (harte und schwere Strafe). Die Folter wurde verhängt, wenn bei der Eröffnung der Hauptverhandlung der Angeklagte zum Anklagesatz schwieg. Im mittelalterlichen Recht hemmte dies unmittelbar den Eröffnungsbeschluss, sodass kein ordentliches Verfahren in Gang kam und entsprechend kein Urteil ergehen konnte.

## Geschichte
Die Folter wurde 1275 mit dem „Standing Mute Act 1275“ unter der Herrschaft Eduard I. eingeführt. Sie wurde gegen Personen angewandt, die eines Verbrechens angeklagt waren, und durch die Weigerung, sich schuldig oder nicht schuldig zu bekennen (oder durch exzessive Ablehnung von Juroren) die Eröffnung des Verfahrens verhinderten. Zunächst entsprach sie der auch in Mitteleuropa bekannten Gefangenschaft bei „Wasser und Brot“ in einer besonders kleinen Zelle. Im Jahr 1406 wurde das Erdrücken unter schweren Gewichten hinzugefügt, das bis zum Tode angewandt wurde. Bis zum Eintritt des Todes konnte es mehrere Tage dauern, wie ein zeitgenössischer Text von Guy Miège berichtet. Die Folter wurden 1772 abgeschafft, wobei das Schweigen zuerst als Schuldbekenntnis angesehen und ab 1827 als fehlendes Geständnis gewertet wurde.
Das Schweigen zur Anklage führte dazu, dass ein fehlendes Urteil die Pfändung des Vermögens der Angeklagten und ihrer Erben verhinderte. Dies dürfte eine wesentliche Motivation vieler Angeklagter gewesen sein, sich der Folter zu unterwerfen.
In den Dreizehn Kolonien in Nordamerika wurde die Folter nur einmal angewandt: Bei den Hexenprozessen von Salem starb Giles Corey unter der Folter vom 17. bis 19. September 1692.

## Beispiele
- Margaret Clitherow wurde am 25. März 1586 für die Beherbergung katholischer Priester unter ihrer eigenen Tür zu Tode gedrückt. Sie starb nach etwa 15 Minuten mitsamt ihrem ungeborenen Kind, was selbst Königin Elisabeth missfiel.
- William Spiggot gestand 1721 nach einer halben Stunde, nachdem ihm über 160 kg aufgelastet worden waren.
- Edward Burnworth gestand nach einer Stunde, nachdem ihm über 190 kg aufgelastet worden waren.
- Major Strangways 1658 und John Weekes 1731 schwiegen auch nach über 180 kg und starben schließlich.

## Nachweise
1. 1 2 3  John Philipp Jenkins: peine forte et dure. In: Encyclopedia Britannica. Abgerufen am 14. Oktober 2023 (englisch).
2. ↑  Guy Miège: The present state of Great-Britain and Ireland. 11. Auflage. Brotherton, London 1748, S. 269f (archive.org).